# Sodna vas
Sodna vas je naselje v Občini Podčetrtek.